# مالكوم فرانك
مالكوم فرانك (بالإنجليزية: Malcolm Frank)‏ هو لاعب كرة القدم الكندية أمريكي، ولد في 5 نوفمبر 1968 في مامو في الولايات المتحدة.